# روبرت كاتونا
روبرت كاتونا (بالإنجليزية: Robert Katona)‏ هو فنان أمريكي، ولد في 16 مارس 1947 في أثينس في الولايات المتحدة.